# 1930
Cette page concerne l'année 1930 (MCMXXX en chiffres romains) du calendrier grégorien.
L'année 1930 est une année commune qui commence un mercredi.

## En bref
- 20 janvier : création à La Haye de la Banque des règlements internationaux (BRI)[1].
- 12 mars-6 avril : marche du sel.
- 22 avril : convention internationale signée à l’issue de la conférence de Londres sur le désarmement naval[2]. Les États-Unis ne peuvent obtenir un nouvel accord consacrant leur parité avec le Royaume-Uni qu’au prix de concessions à l’empire du Japon. La France et l’Italie refusent d’être cosignataires.
- 28 juin : adoption de la convention de Genève no 29 concernant le travail forcé par la Conférence générale du travail ; elle entre en vigueur le 1er mai 1932[3].
- 3 octobre : révolution au Brésil

## Événements

### Afrique
- 31 mars, Éthiopie : bataille d'Anchem. Tafari Makonnen réprime la rébellion de Gougsa Wellé, qui est tué[4].
- 3 avril : le négus Tafari Makonnen se fait proclamer empereur d’Éthiopie sous le nom d’Hailé Sélassié Ier à la mort de l’impératrice Zaoditou[5].
- 16 mai : dahir berbère instaurant des tribunaux coutumiers au Maroc[6].
- 8 juillet : acte colonial au Portugal[7]. Suspension des subventions. L’administration des colonies est directement rattachée à la métropole. La Loi Coloniale confirme le rôle privilégié des missions catholiques dans l’éducation[8].
- 17 juillet : fondation officielle de la Liga Nacional Africana à Luanda (statuts publiés le 29 juillet)[9].
- 27 juillet : création par Josiah Olunowo Ositelu de l’Église du Seigneur (Church of the Lord (en)), de mouvance aladura, au Nigeria[10].
- 17 septembre : le ministre britannique des Colonies, Sidney Webb, adresse aux gouverneurs des colonies une circulaire leur demandant d’autoriser la création de syndicats africains[11].

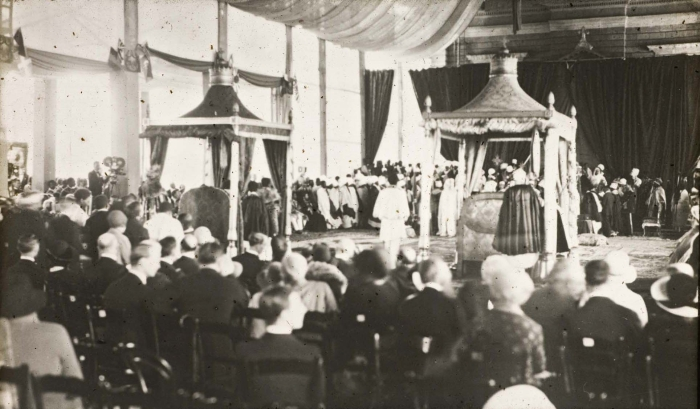
2 novembre : les délégués étrangers lors du couronnement de l’empereur Hailé Sélassié

- 2 novembre : couronnement d’Hailé Sélassié Ier[12].
- Fondation du Comité universel de l’Institut nègre de Paris par Léo Sajous et Tiemoko Garan Kouyaté[13].
- Essor du culte bamucapi en Afrique centrale et sud-orientale (1930-1935)[14].
- Développement au Mali de la secte musulmane des Wahabi, surnommés « les bras croisés »[15].

### Amérique
- 23 février : le président dominicain Horacio Vásquez est renversé par un coup d’État organisé par Rafael Estrella Ureña, avec la complicité du commandant de la garde nationale de la République dominicaine Rafael Leonidas Trujillo. Ce-dernier s’installe au pouvoir le 16 août pour 31 ans[16] (1930-1938, 1942-1952).
- Mars : publication du mémorandum Clark (en). Les États-Unis renoncent officieusement au corollaire Roosevelt[17].

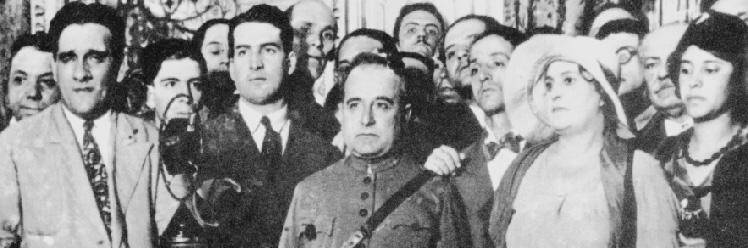
Getúlio Vargas pendant la révolution au Brésil le 31 octobre. Júlio Prestes, choisit comme successeur par Washington Luis, gagne la présidentielle contre Getúlio Vargas désigné par les mécontents du régime (son programme proposait l’amnistie pour les révolutionnaires de 1922 et 1926, de nouvelles lois électorales, une législation sociale, la réorganisation de la justice et de l’éducation et un développement économique accéléré). Le congrès refuse alors aux députés de l’opposition le droit de siéger, et le 26 juillet, João Pessoa, second de Getúlio Vargas, est assassiné. Les partisans de Vargas prennent les armes : Recife, Salvador et São Paulo sont prises, les États de Rio de Janeiro et d’Espírito Santo sont envahis. Les « lieutenants » appuient les rebelles. Les généraux, jugeant la situation perdue pour le président prennent le pouvoir le 24 octobre et créent une junte de trois officiers pour assurer l’intérim. Vargas, reçu triomphalement à São Paulo atteint Rio le 31 octobre.

- 1er mars, Brésil : Júlio Prestes gagne l’élection présidentielle au détriment de Getúlio Vargas de l’Alliance libérale[18]
- 12 - 13 mai : première liaison postale transatlantique sans escale effectuée le pilote Jean Mermoz, le navigateur Jean Dabry et le radiotélégraphiste Léopold Gimié, entre Saint-Louis-du-Sénégal jusqu’à Natal au Brésil[19]. Les 3 200 kilomètres de la traversée l’Atlantique Sud sont parcourus en 21 heures.
- 22 juin : révolution en Bolivie contre la réélection du président Hernando Siles Reyes, remplacé le 25 juin par une junte militaire dirigée par le général Galindo[20].
- 13-30 juillet : première coupe du monde de football, au Stade Centenario en Uruguay[21].
- 26 juillet : le candidat à la vice-présidence du Brésil, João Pessoa, est assassiné à Recife[18].
- 7 août : Enrique Olaya Herrera est élu président de Colombie (fin en 1934)[22]. Le parti libéral accède au pouvoir en Colombie après 50 ans d’opposition après sa victoire sur les conservateurs divisés.
- 24 août : chute du président Augusto Leguía au Pérou, renversé par une junte militaire conduite par Manuel María Ponce Brousset ; il est remplacé le 27 par Luis Miguel Sanchez Cerro[23].
- 6 septembre : en Argentine, le chef de l’Union radicale Hipólito Yrigoyen est renversé par coup d’État militaire dirigé par le général José Félix Uriburu[24].
- 27 septembre : fondation de la Confédération générale du travail (CGT) en Argentine, dominée par les communistes[25].
- 3 octobre : début de la « Révolution de 1930 » au Brésil[18]. Les insurgés prennent le pouvoir le 24 octobre. Getúlio Vargas forme un gouvernement provisoire qui suspend la Constitution[26].
- 3 novembre : début de la présidence de Getúlio Vargas au Brésil[18]. Il entreprend dès son arrivée au pouvoir de s’opposer à l’influence grandissante des communistes sur les syndicats brésiliens en créant un ministère du Travail et un ministère de l’Éducation et en faisant approuver une législation soumettant la reconnaissance des syndicats à de strictes conditions concernant leur idéologie. Entre 1930 et 1935, il met surtout l’accent sur la répression.
- 27 novembre : le prix Nobel de la paix pour 1929 est attribué à l’américain Frank Billings Kellogg[27].
- Mexique : le Partido Laborista Mexicano (PLN) et le Partido Nacional Agrarista (PNA), deux partis populaires, refusent de s’intégrer au PNR de Plutarco Elías Calles et forment une Alliance nationale révolutionnaire (ANR)[28].

### Asie
- 26 janvier, Inde britannique : motion du parti du Congrès, demandant l’indépendance du pays. Depuis, cette date est fête nationale en Inde[29].
- 3 février, Indochine française : Hô Chi Minh fonde le Parti communiste indochinois[30]. Il sera disloqué par la répression des émeutes agraires.
- 9 février : soulèvement urbain et révolte dans les campagnes en Indochine contre les agents recruteurs. La garnison de Yên Bái se soulève, puis a lieu la grande marche des paysans dans le Nghe An, le Ha Tinh et le Quang Ngai (Annam) (mai 1930-septembre 1931)[30].
- 20 février : élections législatives japonaises[31].
- 2 mars : Gandhi inaugure un grand mouvement de désobéissance civile et de boycott des produits britanniques. Il réclame au vice-roi Lord Irwin la suppression de l’impôt sur le sel et la fin du monopole gouvernemental sur sa vente[29].

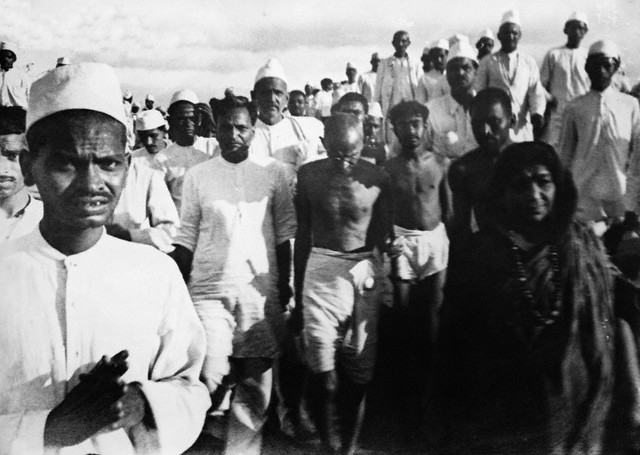
12 mars-6 avril : marche du sel

- 12 mars : début de la Marche du sel, organisée par le Mahatma Gandhi, action de désobéissance civile de masse exemplaire, dirigée contre le pouvoir britannique en Inde, qui s’avère une étape décisive sur la voie de l’indépendance du sous-continent. Par ce geste symbolique, il viole le monopole d’État (gabelle) sur sa distribution. Ce mouvement a un immense retentissement[29]. Les musulmans se tiennent à l’écart du mouvement de désobéissance civile[32].
- Mars : en Chine, Mao Zedong et Zhu De fondent ce qui deviendra la République soviétique chinoise sur la frontière inaccessible du Jiangxi et du Fujian[33].
- 6 avril : fin de la Marche du sel vers le Gujerat, organisée par le Mahatma Gandhi, en Inde[29]. Le mouvement de désobéissance civile paralyse l’administration par les démissions massives de fonctionnaires indiens.
- 2 mai : en Chine, l’Armée rouge chinoise s’empare de la ville de Xunwu et fonde le soviet du Xian de Xunwu le 6 mai[34].
- 5 mai : l’arrestation de Gandhi par les autorités provoque une vague d’émeutes dans le pays[29].
- 11 mai, Chine : rupture des seigneurs de la guerre Yan Xishan et Feng Yuxiang avec Tchang Kaï-chek dans la guerre des plaines centrales (fin le 4 novembre)[35].
- 8 juin, Inde : émeutes intercommunautaires entre hindous et musulmans à Vellore[36].
- Septembre : élections législatives indiennes.
- 28 octobre : en Birmanie, Saya San mène une rébellion paysanne contre l’administration britannique[37]. Il est exécuté le 16 novembre 1931[38].
- 12 novembre : ouverture de la conférence de la Table ronde à Londres sur le statut des Indes britanniques (fin le 19 janvier 1931)[29]. La première Conférence, qui réunit des modérés comme l’Aga Khan III ou Jinnah, est boycottée par le Congrès.
- Novembre : échec de la première campagne d’encerclement des communistes du Jiangxi par l’Armée nationale révolutionnaire de Tchang Kaï-chek[39] (fin en janvier 1931)[40].
- 29 décembre : à la session annuelle de la ligue musulmane d’Allāhābād, le leader nationaliste musulman Muhammad Iqbâl formule l’idée de la création d’un État musulman séparé[41].

### Proche-Orient
- 1er janvier, Égypte : les élections législatives donnent une nouvelle majorité au Wafd, dirigé par Nahhas Pacha, qui forme le gouvernement. Après l’échec des négociations pour l’indépendance (22 mars-8 mai)[42], les Britanniques laissent le roi renvoyer le gouvernement wafdiste le 17 juin[43].
- 28 mars : loi de réorganisation du service postal turc ; les autorités turques demandent officiellement aux pays étrangers de cesser de faire référence à des noms traditionnels non turcs (Constantinople ou Tsarigrad pour Istanbul, Angora pour Ankara, etc.)[44].

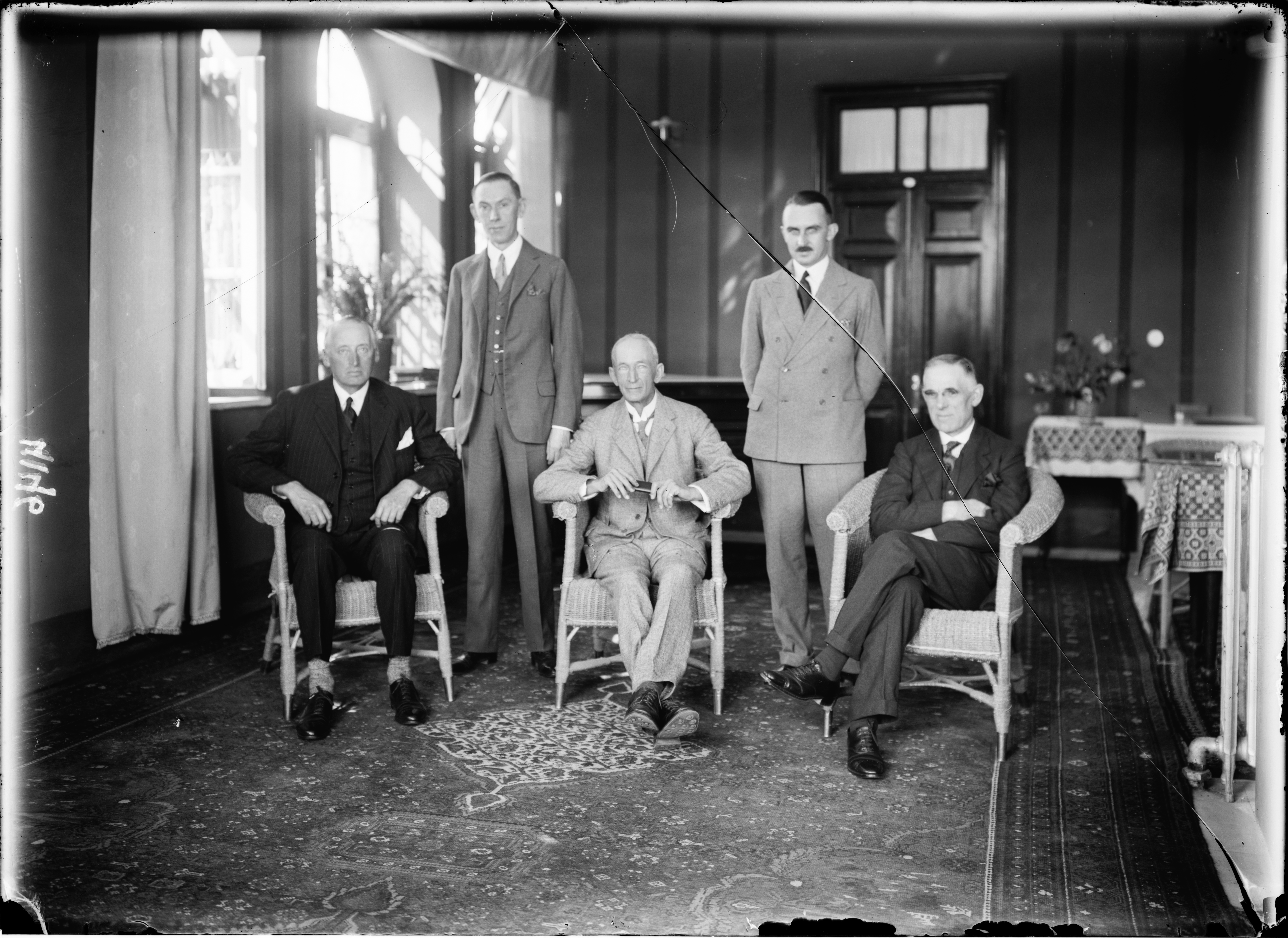
La commission Shaw venue enquêter sur les émeutes de Palestine de 1929.

- 31 mars : publication du rapport de la commission Shaw chargée d’étudier les causes des affrontements entre Juifs et Arabes en Palestine mandataire[45]. Il insiste sur les causes profondes : l’émigration juive a dépassé les capacités d’absorption du pays, les personnes expulsés des terres achetées par les sionistes ne trouvent plus de terres de rechange en raison de la pression démographique et constituent une catégorie de gens sans terres, revendicatifs et porteurs de futures violences. Le rapport propose une intensification des cultures, mais celle-ci est déjà partout à l’œuvre. La commission insiste sur l’absence de droits politiques des Arabes, qui ont refusé de former un conseil législatif en 1922. Elle préconise de reconsidérer la politique britannique en limitant l’immigration, en adoptant une nouvelle politique foncière et en favorisant un nouveau projet constitutionnel associant les Arabes.
- 14 mai : en Syrie mandataire, le haut-commissaire Henri Ponsot décide de dissoudre l’assemblée constituante et de promulguer les textes constitutionnels de tous les États syriens, reprenant la Constitution de 1928 amputé de six articles litigieux[46]. Ces dispositions seront appliquées après les prochaines élections.
- Mai : en Palestine mandataire, l’exécutif arabe envoie une délégation à Londres qui réclame une évolution constitutionnelle devant mener à l’indépendance et l’élection d’une assemblée par l’ensemble de la population juive et arabe de Palestine. Les Britanniques refusent et proposent l’élection d’un conseil seulement arabe dont les fonctions ne seraient que consultatives[47].
- 19 juin, Égypte : le pouvoir est confié à Ismaïl Sidqi Pacha, ancien wafdiste rallié au souverain[48].
- 30 juin : fin du mandat britannique sur le royaume d’Irak, prélude à l’indépendance, promise pour 1932[49]. Le pays reste lié au Royaume-Uni par une alliance de 25 ans : coopération en matière de politique étrangère, maintien de deux bases aériennes britanniques, disposition du territoire irakien en cas de guerre, encadrement britannique de l’armée nationale.
- 6 septembre : En Turquie, la République d'Ararat, État kurde qui avait fait sécession du reste du territoire turc depuis 3 ans, est définitivement reconquise par l'armée turque. 70 000 hommes ont été mobilisés pour l'opération.
- 21 octobre : les conclusions de la commission Shaw sont reprises dans le Livre blanc de Passfield. Les sionistes doivent faire des concessions sur la question de l’immigration et sur l’acquisition de terres. En retour les Arabes doivent accepter la présence juive en Palestine et coopérer avec celle-ci[50].
- 22 octobre : le Premier ministre égyptien Imaïl Sidqi promulgue une nouvelle constitution qui renforce les pouvoirs du roi et du gouvernement[43]. Il doit faire face à la crise économique mondiale, et édicte des réformes économiques et sociales et encourage le développement de l’industrie.
- 10-11 novembre : dans la 19e cession, la commission des Mandats de la SDN adresse des recommandations en vue de préparer l’indépendance de l’Irak[51] : respect des droits des minorités (Kurdes, Assyriens), droits d’usage plus importants du nouvel État sur les ressources pétrolières. L’Irak prend tous les engagements demandés en matière de respect des minorités, ce qui relance l’agitation. Le mouvement kurde est réprimé avec l’aide britannique tandis que les Assyriens réclament un État autonome au sein de l’Irak.
- 16 novembre, Irak : le traité avec le Royaume-Uni est ratifié par le parlement, issus des élections du 20 octobre. Une opposition au traité, jugé trop favorable aux intérêts britanniques, se constitue au sein du parti de la fraternité arabe, dirigé par Yasin al-Hashimi, ancien officier supérieur de l’armée ottomane pendant la guerre[52].
- 23 décembre : révolte de Menemen en Turquie visant à restaurer le califat dissous 6 ans plus tôt. L'armée turque écrase l'émeute.

### Europe

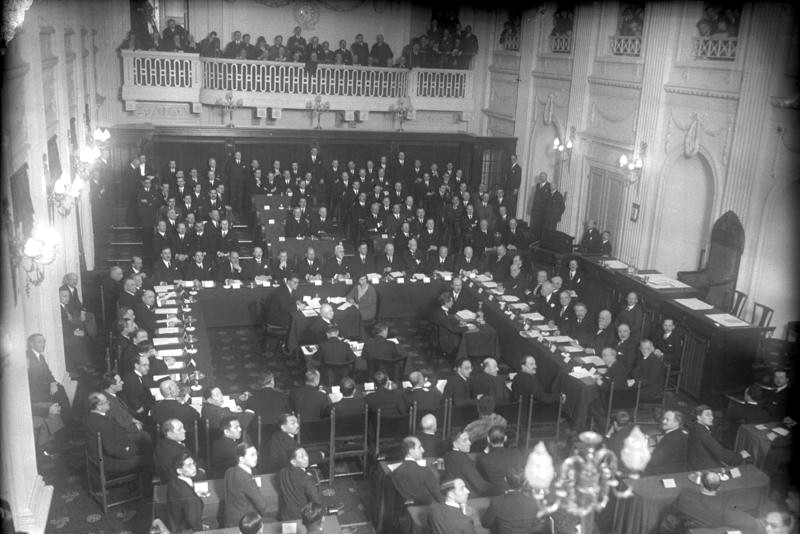
3 - 20 janvier : conférence de La Haye sur les réparations.

- Du 1 décembre au 5 décembre, Belgique : catastrophe écologique d'où découle la première étude scientifique au monde sur la mortalité et les maladies liées à la pollution de l'air

- 3 - 20 janvier : deuxième conférence de La Haye sur les réparations. Adoption définitive du plan Young[53].

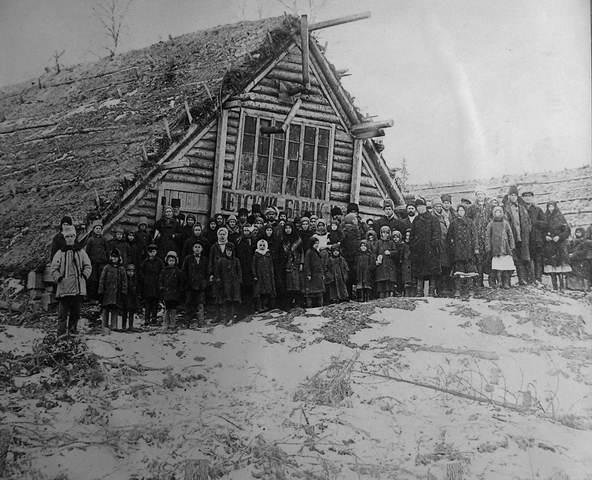
Enfants de koulaks expropriés rassemblés lors de la dékoulakisation dans le kraï du Nord.

- 5 janvier : décret sur la collectivisation, suivi de celui sur la dékoulakisation du 4 février ; accélération de la collectivisation des campagnes en Union soviétique. La dékoulakisation et la collectivisation forcée des terres provoquent de violents troubles dans les campagnes[54],[55].
- 21 janvier, Portugal : le ministre des finances Salazar démissionne, suivi du ministre de la justice, à la suite des remous provoqués par des mesures qu’il avait prises (suspension de la subvention versée annuellement à l’Angola). Il reçoit alors le ministère des colonies qu’il cumule avec les finances[56].
- 28 janvier, Espagne : démission de Primo de Rivera devant l’opposition au régime, la démission du ministre des finances Calvo Sotelo (20 janvier) et la désertion des militaires (il avait voulu moderniser l’armée). Il meurt en exil quelques semaines plus tard. Le roi confie les responsabilités ministérielles au général Dámaso Berenguer, marquant le début d’une nouvelle dictature.
- Mars : création en Roumanie de la Garde de fer, organisation militaire de la Légion de l’Archange Michel, dirigée par Corneliu Codreanu, pour lutter contre le communisme[57].
- 7 avril : décret du Bureau politique instaurant une administration centrale exclusivement dévolue à la gestion des camps de travail forcé (Goulag) sous la direction de la Guépéou en Union soviétique. Les camps, jusqu’alors limités aux alentours de la mer Blanche, sont désormais disséminées un peu partout, notamment en Sibérie[58]. 10 millions de personnes y sont incarcérées pendant les années 1930.
- 3 mai, Belgique : inauguration de l’Exposition internationale de Liège à l’occasion du centenaire de l’indépendance[59]. Elle est consacrée aux sciences, à l’industrie et à l’art wallon ancien.
- 17 mai : mémorandum français (Aristide Briand) sur la fédération européenne[60].
- 8 juin : rentré d’exil avec la complicité du Parti paysan, porté par une vague de popularité, Carol II est proclamé roi de Roumanie par le Parlement tandis que son fils Michel devient « grand voïévode ».)[61]. Il appelle au pouvoir son ancien tuteur l’historien Nicolae Iorga, puis s’emploie à diviser les partis politiques.
- 26 juin - 13 juillet : XVIe Congrès du Parti communiste de l’Union soviétique. Défaite de l’« opposition de droite » et passage accéléré au socialisme[58].
- 21 juillet : Maxim Litvinov est nommé commissaire du peuple aux affaires étrangères en Union soviétique[58]. Il sera l’artisan du rapprochement avec les puissances occidentales.
- 30 juillet : l’Union nationale (União Nacional) devient parti unique au Portugal. C’est une organisation civique ouverte à tous les citoyens décidés à mettre en œuvre les idéaux de l’État nouveau. Elle est dirigée par Salazar[62].
- 17 août, Espagne : les républicains signent le pacte de Saint-Sébastien pour établir la république (modérés de Miguel Maura et Niceto Alcalá-Zamora ; radicaux de Alejandro Lerroux et Diego Martínez Barrio ; socialistes de Largo Caballero, Indalecio Prieto et Fernando de los Ríos ; autonomistes catalans de Nicolau d’Olwer ; hommes politiques de la nouvelle génération tel Manuel Azaña, Marcelino Domingo et Casares Quiroga). Un soulèvement est fixé pour le 15 décembre[63].
- 10 septembre : ouverture de la onzième assemblée générale de la Société des Nations, présidée par le ministre des Affaires étrangères roumain Nicolae Titulescu (il la préside par deux fois en 1930 et 1931)[64].
- 14 octobre : enlèvement de Kaarlo Juho Ståhlberg et de son épouse par des membres du mouvement de Lapua dirigé par le général Kurt Wallenius[65]. La Finlande connait deux tentatives de coup d’État fasciste (octobre 1930 et février-mars 1932)[66].
- 11 novembre : interdiction du Parti communiste de Finlande[67].
- 16 et 23 novembre : le Bloc non partisan de collaboration avec le gouvernement obtient la majorité absolue aux élections législatives polonaises alors que de nombreux membres de l’opposition sont incarcérés depuis octobre dans la forteresse de Brest[68].
- 11 décembre : le prix Nobel de la paix est attribué à l’archevêque luthérien suédois Nathan Söderblom[69].
- 12 décembre, Espagne : soulèvement de Jaca. La garnison de Jaca tente en vain un pronunciamiento républicain[63].
- 15 décembre, Espagne : tentative de rébellion républicaine des généraux Ramón Franco et Gonzalo Queipo de Llano sur l’aérodrome madrilène de Cuatro-Vientos ; ils doivent fuir au Portugal après l’échec de la grève générale prévue à Madrid[63].
- Le SDAP (parti socialiste) renonce à la collectivisation aux Pays-Bas[70].

#### Allemagne

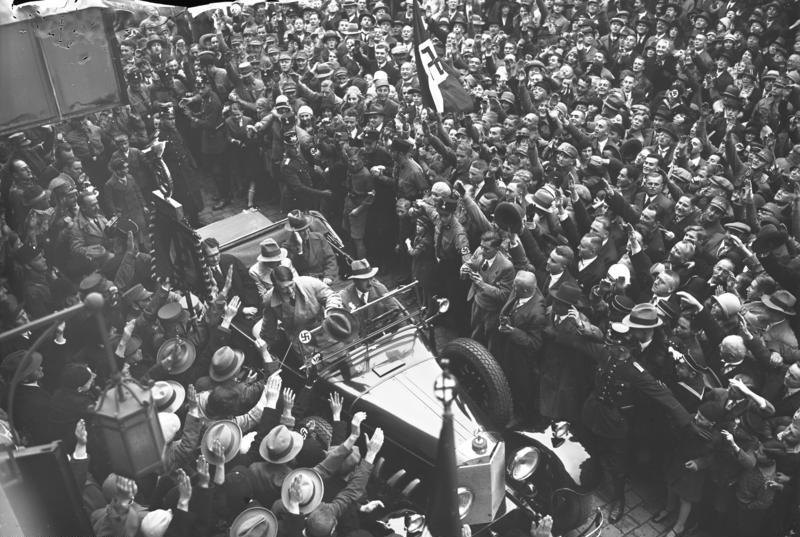
Des milliers de personnes accueillent Adolf Hitler à son arrivée au Théâtre national de Weimar en octobre 1930. La dure crise économique qui sévit, permet aux nazis (Parti National Socialiste) qui depuis 1920 allient démonstrations de force et démagogie, d’offrir par l’idée de l’établissement d’un État fort, une voie d’espérance, à la finance, aux industriels et au petit peuple (notamment chez les chômeurs).

- Janvier-décembre : le nombre de chômeurs passe de 2,4 millions[71] à 3,7 millions[72].
- 12 mars : le Reichstag adopte le plan Young[73].
- 25 mars : le paquebot allemand Europa remporte le Ruban bleu qui récompense la meilleure vitesse moyenne réalisée dans l’Atlantique Nord[74].
- 27 mars : démission du gouvernement social-démocrate Hermann Müller. Le régime parlementaire entre dans une période de turbulences[75].
- 30 mars : gouvernement Heinrich Brüning[75] (fin en octobre 1931, puis octobre 1931-mai 1932), sans majorité stable.
- 17 avril : début de l’affaire des vaccinations mortelles de Lübeck[76].
- 30 juin : la Rhénanie est totalement évacuée par les Alliés[53].
- 16 juillet : dissolution du Reichstag[73].
- 5 août : l’architecte Ludwig Mies van der Rohe prend la tête de l’école du Bauhaus[77].
- 14 septembre : élections législatives[73] ; forte participation (82 %). Écroulement des partis de Weimar. Poussée communiste (14,3 %). Le parti nazi (NSDAP) dirigé par Adolf Hitler, obtient 18,3 % des voix (6 410 000 voix) et remporte 107 sièges au Reichstag (Parlement allemand).
- 5 octobre : entrevue Brüning - Hitler qui se conclut par un échec de toute perspective de coopération entre les deux hommes[78].
- 7 novembre : Hitler confie aux SS la police interne du parti national-socialiste[79].

## Prix Nobel
- Prix Nobel de physique : Chandrashekhara Venkata Râman
- Prix Nobel de chimie : Hans Fischer
- Prix Nobel de physiologie ou médecine : Karl Landsteiner
- Prix Nobel de littérature : Sinclair Lewis

## Décès en 1930

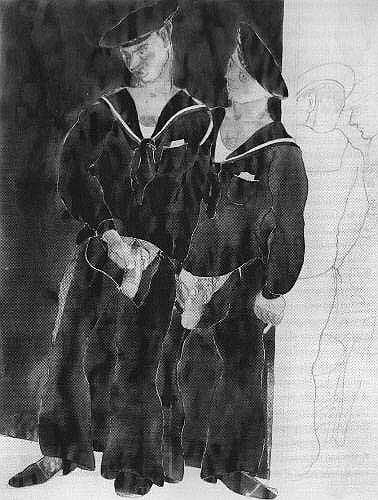
Deux marins urinant, aquarelle de Charles Demuth.La peinture en 1930 sur Commons